# Capcinès
El capcinès és un dels subdialectes més peculiars del català septentrional, parlat al Capcir. Presenta un estat de transició cap a l'occità més marcat encara que el rossellonès. Segons Joan Coromines, el capcinès podria representar un estat arcaic del català septentrional que va acabar arraconat a la comarca empès pels nous corrents lingüístics procedents del sud. Malgrat la notable afinitat o continuïtat amb l'occità, la catalanitat del capcinès és (pre)dominant actualment: dona (i no femna), casa (i no ostal), dia (i no jorn), peu (i no pè), cadira (i no cadièra), fira (i no fièira), cavall (i no caval), ferrer (i no faure), groc (i no jaune), serra (i no ressèga), etc.
Al segle xiv els rossellonesos deien "fals llatí" al dialecte del Capcir i del País de Salt per la seua diferència, sabent que pertanyia a les llengües romàniques (al segle xiii Bernat Desclot qualificava l'àrab de "llatí" i així és com els catalans anomenaven les llengües estrangeres). Malgrat el veïnatge amb el llenguadocià, però, aquesta llengua no ha alterat gaire el parlar tradicional del Capcir.
El capcinès és actualment un ensems de parlars de transició cap a l'occità que ha conegut una pressió constant dels subdialectes catalans veïns (conflentí i cerdà) d'ençà d'almenys la fi del segle xix, desoccitanitzant-se amb el temps.

## Extensió geogràfica
Fins al 1789 el bisbat d'Alet (Aude, Occitània) assegurava la seua jurisdicció eclesiàstica al Capcir i el bisbe d'Alet nomenava els rectors dels dos vilatges més importants, Els Angles i Formiguera. Aquests curats només parlaven occità i predicaven en la llengua d'oc. Els altres vilatges del Capcir tenien oficiants catalans. Aquest fet podria haver originat una diferència de parlar entre els vilatges capcinesos i amb la resta del català septentrional.
El capcinès és (era) un dialecte molt fragmentat amb una homogeneïtat variable. El nord del capcinès (sobretot Puigbalador) era probablement meitat occità meitat català a les acaballes del segle xix (basant-se en l'atles lingüístic Sacaze de Jordi Joaquim Costa i Costa i l'Atles Lingüístic del Domini Català) i com més al sud, més català (Matamala destaca per l'absència de bon nombre de particularitats de la resta del capcinès) amb l'excepció notable de Formiguera que com a capital tradicional va anar rebent més influències "catalanes" i "recatalanitzant-se".
El capcinès, que comprèn tots els vilatges de Capcir llevat de Matamala, presenta una homogeneïtat prou limitada; globalment es pot dir que els trets "occitans" són més importants al nord que al sud encara que el parlar dels Angles pugui servar qualques trets "septentrionals" que els altres parlars no tenen pas. El parlar de Matamala és exterior al capcinès encara que presenti algunes afinitats en les enquestes de Sacaze o de Guiter. Aquesta varietat ha estat estudiada en part (localitat de Formiguera) per Antoni Griera i Gaja i també més tard per Manuel Sanchis Guarner pel que fa a l'Atlas Lingüístico de la Península Ibérica (ALPI). El mateix poble apareix com a punt d'enquesta de l'Atles Lingüístic del Domini Català.

## Història dels estudis sobre el capcinès
Les dades més antigues que existeixin sobre els parlars del Capcir són de traduccions de dos texts en parlar local que havien estat demanats a mestres d'escola de tots els vilatges de la vall en el marc d'una enquesta sobre els parlars pirinencs, l'enquesta Sacasa. Tanmateix els documents romangueren inèdits força temps fins que un lingüista català, Jordi Joaquim Costa i Costa, en feu una tesi, i en acabat un recull, publicat el 1986.
Cap al començ del segle XX foren l'abat Lluís Salvat i el lingüista i ensenyant occitanocatalà Loís Pastre que forniren qualques elements de lèxic i de morfologia a propòsit del capcinès a la Revue Catalane. En el Dietari de l'excursió filològica d'Antoni Maria Alcover feta amb el doctor Bernhard Schädel dins tot el domini català, del 31 de juliol al 13 de setembre del 1906 hi parla de la seva eixida al Capcir:
| « | Hem pogut comprovar la gran diferència del llenguatge de Fontpedrosa (Conflent) amb el del Capzir (sic). El d'aquí constitueix un ver dialecte, interessantíssim per les formes genuïnament catalanes que conserva i pels diferents i visibles contactes amb el llengadocià. El Capzir (sic) fa la frontera de la llengua; més enllà de Font-rabiosa, el vilatge extrem de la conca, ja parlen gavatx. Aquí conserven el pretèrit perfet simple en totes les persones, que ja s'és perdut en tota la Catalunya francesa i en gran part de l'espanyola, i allà on s'és conservat, com a les Balears, és sense la primera persona singular, que sols s'usa a algunes regions de València. El fet notable aquí és el participi passiu en -ut (cregUT, begUT, degUT, mogUT, etc.) que fa la u com e fosca molt fosca, quasi com la ö alemanya, i així diuen: cregœt, begœt, degœt, mugœt, etc. | » |

El caràcter híbrid del capcinès feu que Juli Ronjat l'integrés en l'occità, la qual cosa indignà el lingüista rossellonès Enric Guiter qualques dècades més tard.
Els primers treballs de dialectologia sobre aquesta varietat començaren de bo a l'entorn de 1910. Abans. els estudis dialectals prou coneguts d'Antoni Griera, que visità la localitat de Formiguera i en descriví el parlar el 1915 en un article publicat al Bulletí de Dialectologia Catalana, un lingüista alemany deixeble del romanista Bernhard Schädel, Fritz Krüger, ja havia emprès l'estudi de la vall i de les localitats catalanes i occitanes veïnes, del qual publicà les dades i la síntesi el 1913 a la Revue de Dialectologie Romane. El treball de Krüger fou escrit en alemany, cosa que en dificultà la difusió i l'estudi.
Si fa no fa 30 anys més tard, es feren d'altres enquestes en gairebé tots els vilatges de la vall en el si d'una de les obres més ambicioses duta a terme en el marc de la dialectologia catalana del segle XX: l'Atlas Linguistique des Pyrénées Orientales (ALPO), dirigit pel lingüista nord-català Enric Guiter.
L'atenció dels dialectòlegs fou seguidament menys intensa envers aquest espai, que esdevingué cada cop més perifèric, i tan sols la localitat de Formiguera fou estudiada als atles següents: l'Atlas Lingüístico de la Península Ibérica (anys 1960) portat pel valencià Manuel Sanchis Guarner i l'Atles Lingüístic del Domini Català dirigit pel dialectòleg mallorquí Joan Veny.
El lingüista occità Jacme Allières inclogué també el capcinès en un estudi comparatiu dels parlars pirinencs.

## Característiques del capcinès
El capcinès comparteix gairebé tots els trets del català septentrional, al qual afegeix les especificitats següents:

## Fonètica
- El tret més emblemàtic d'aquest dialecte és la realització [œ] de -u- (so velar semblant a l’'eu' francès o a l’alemany 'ö', però no arrodonit) provinent del germànic i conservat en francès, occità i al nord d'Itàlia (llevat de Matamala segons l'ALPO).

Ex: lluna ['ʎœnə], pluja pl[œ]ja, escudella esc[œ]della, perd[œ]t, asseg[œ]t, ag[œ]lla, [œ]n home, [œ]na filla, lo mes de j[œ]ny, madur [mə'dœr], segur [sigœr].
- Conservació de la posteriorització de la vocal neutra final 'a' posttònica (com en occità o en valencià), amb un so pròxim de 'a'. Ex.: casa [kaza], fresca [fresca], però llebre [llebra] o [llebrə] (és un tret vacil·lant a Puigbalador i als Angles).
- Conservació de la S [z] entre vocals provinent de -D- o del grup CE/CI (en retrocés) llatins (com en occità llenguadocià, francès i espanyol). Ex: crusa (crua), disia (deia), fasíem ([fazín] fèiem), rasó (raó), vesí (veí, a Puigbalador), tesa (teia), tisó (tió) però veí a Formiguera (al costat de vesí), als Angles, Real i Font-rabiosa.
- Vocalització de la [d] en el grup intervocàlic llatí -DR- que esdevé [j] en occità i [Ø] o [dr] en català. Ex: paire i maire (però pare i mare a Matamala i els Angles), peira (pedra)...
- Vocalització no generalitzada (p. e. es manté calces, falda, salze/salzi) de la -L- davant consonant dental o alveolar (t, d, ç, z) : sautar, cauda (calenta), fauç, sause... però no davant labial : alba, balma, calfar, talpa...

Ex: autar (altar), autre (altre), bauç (balç), cauç (calç), cauces (o calces), descauç (descalç), fauç (falç), fauzilla (falzilla)...
- Mutació de qua-, gua- en ca-, ga-

Ex: catlla (guatlla), ganyar (guanyar), gardar (guardar), quan/quant [kan], cinquanta [sinkanta], quatre [katra]... si bé es manté quatre [kwâtra] als Angles.
- Manteniment de la -I- provinent del grup llatí -CT-

Ex: llat. lacte > lleit (llet), feit (fet)...
- Conservació del grup biconsonàntic -MB-

Ex: camba (cama, com en alguerès) i ambe (amb).
- Manteniment no generalitzat i fluctuant del grup -AU- (com en occità)

Ex: praubi (a Puigbalador i Real també pobre), probe i pobre/pobri (als Angles), aucell (ocell), aurella (orella), pausar (posar), llaurer (llorer), pauruc (poruc) contrasten amb oca, poc, roba, reposa.
- Nombroses metàtesis, com en occità veí, algunes també presents al català septentrional

Ex: crompar (comprar) i d'altres absents del nordcatalà: crobar (cobrar), drobir (obrir), cramba (cambra), craba (cabra). Es manté generalment cobrir en lloc de crobir, formiga en comptes de fromiga...
- Manteniment de la R final del verb fer pronunciada vibrant múltiple [ferr], oposada a fer (ferro).
- Manteniment de la "i" en alguns llocs: eixam [əjʃam]. Els mots o verbs terminats en -eix, contràriament al rossellonès, mantenen sempre el so [eʃ] (però matei per 'mateix' als Angles).
- A Formiguera la A àtona final sona [e] en el pretèrit imperfet en -ia : teni[e], havi[e], veni[e].
- Aquest nin es pronuncia [akez nin].

## Morfologia

### Article
L'article definit hi era lo (pl. los) tanmateix com a la resta del país l'ha anat suplantant el (pl. els), i actualment aquests dos articles alternen en una distribució. Ara bé enmig d'una frase i en contacte amb vocal s'usa "el".
L'article personal és lo i la i no pas en i la com en rossellonès.

### Plurals
La realització dels plurals sensibles masculins de mots acabats en S fa -is (antigament en tot el català era -es), a excepció de 'biga' que també fa 'biguis': Ex: bosquis, riquis (rics), ellis (al costat de 'ells' o 'ellos'), aquellis (aquests), caçadis (caçats), cursis (cursos), forcis (força adv.), gersis (gerds. Amb reinterpretació de la –z de plural: un gerd – dos gerds [gers] com a part de l’arrel: un gers [gers] – dos gersos [gersus]), grisis (grisos), peixis (peixos), rossis ['rrusis] (rossos), tristis (tristos), vistis (vistos)...
En alguns casos coincideix amb la parla xipella, és a dir que les E finals es tanquen en -i a la localitat dels Angles: tixeiri (tixeire 'teixidor') o al plural bonis ('bons' pronunciat [bunis]), nosautris, jovis ('joves' pronunciat [jubis]). Fins i tot aquesta tendència al tancament de les -E finals en -I la trobem, en verbs com ara éssir (ésser), parèixir (parèixer), cauri (caure), seuri (seure) i en noms singulars llaurairi (o llauraire llaurador), maire/mairi (mare), etc.

### Pronoms personals
- jo és iu o ieu [jiw], [ju], [jew] (com l'ieu occità).
- nós s'hi conserva per nosaltres i vós? per vosaltres (al costat de nosaltris o nosaltros i vosaltris o vosaltros).

Les formes àtones remarcables són ens (rossellonès 'nos') i eus (rossellonès vos/us).

### Demostratius
El capcinès té dos demostratius aquest i aquell. aquest sempre conserva la s, tant si va davant de vocal com de consonant: aquest estiu [akest istiw]; aquest nin [akez nin].

### Possessius
Els possessius són:
- lo miu/meu, lo tiu/teu, lo siu; los-els sivis/los sius

- la miva/miua, la tiva/teva, la siva; les mives, les tives, les sives.

Noteu l'expressió a siva casa (a casa seva. cf. cerdà "a seva casa")

### Numerals
Donem les formes o pronunciacions particulars.
- Un, una
- Dos [dus]
- Quatre [kotre]
- Cinc [sin]
- Onze [unze]
- Dotze [dudze]
- Desesset
- Desevuit
- Desenou
- Vint-e-un
- Quaranta [karante]

### Pronoms clítics
Com en rossellonès hi ha desplaçament de l'accent tònic en els imperatius. Ex: fes-ho [fezú] en comptes de [fèzu], així com conservació de les formes pronominals plenes: porta-me [purtamé] per a porta'm [pòrtam], compra-lo [krumpalú] per a compra'l [kòmpral].
El pronom -la esdevingut tònic no es tanca pas en é com en rossellonès sinó que conserva el seu timbre [á] : agafa-la [agafalá] en lloc de [agafalé].

### Formes verbals
La flexió verbal en els dialectes catalans presenta les conjugacions del capcinès de Formiguera http://espm.iec.cat/fvdc/ Arxivat 2012-11-17 a Wayback Machine.

#### Present d'indicatiu
El verb "ser" a la primera i a la segona persona del plural del present de l'indicatiu són 'em' i 'eu' (com en occità pirinenc i gascó 'èm', 'ètz') o 'sem' i 'seu' com en català septentrional i alguerès. El verb 'fer' al present de l'indicatiu és fau, fem o fasem?.
Els verb del primer grup en -ar a la primera i a la segona persona del plural del present de l'indicatiu conserven -am i -au com en valencià, balear i més: "anar" dona anam i anau (o anem i aneu).
Com en occità, la primera persona a l'indicatiu present del verb fer és fau, haver és hai, del verb tenir és teni (i tenem, teneu per tenim, teniu), del verb venir és veni (i venes, venem, veneu per vens, venim, veniu), del verb caure és casi, del verb poder és podi (i podes per pots), del verb creure és cresi (i creses,cresem, creseu per creus, creiem, creieu), el verb dire (dir) és dic/disi, (tu) dises, diu, disem/diem, diseu/dieu, diuen/disen, del verb veure és vegi (i veges, veiem, veieu, vegen per veig, veus, veiem, veieu, veuen), del verb plaure és plesi, pleses, plasem, plaseu, plesen, del verb seure és assesi (i asseses, asseu, asseseu, assesen (per sec, seus, seu, seiem, seieu, seuen)

#### Perfet
El perfet es fa amb el verb "ser" a les persones de singular i "anar" a les del plural.

#### Imperatiu
A la segona persona del singular de l'imperatiu el verb anar és ve i no vés, el verb fer dona fe en lloc de fes, venir és veni en comptes de vine (com en occità). El verb dire (dir) fa diguis, disem, diseu per digues, diguem, digueu.
L'imperatiu del verb venir és veni en comptes de vine (com en occità) i del verb fer fe en lloc de fes. El verb dire (dir) fa diguis, disem, diseu (per digues, diguem, digueu), el verb seure fa sesem, seseu.

#### Imperfet
A l'imperfet el verb dir fa disia (deia), disies (deies), etc., el verb fer fa fia, fies, etc., el verb plaure fa plasia, plasies, etc., el verb seure fa assesia, assesies, etc.

#### Subjuntiu
Al present del subjuntiu ser perd o es manté sense la G intervocàlica : siïs en comptes de siguis, etc.
L'imperfet del subjuntiu dels verbs en -AR és en -ÀS com en català occidental i en Balear : "Volia que ell anàs al mercat".
Nota:
Els verbs vendre, entendre mantenen la -d : vendi, vendes, vend ('d' muda), vendem, vendeu, venden i a l'imperfet vendiï, al present de subjuntiu vendi, a l'imperfet de subjuntiu vendessi i al participi passat vendut, -uda.

#### Pretèrit
El capcinès usa el passat simple (tret de Matamala), al costat del passat perifràstic (sobretot al Sud del Capcir) :
Ex: Trapar (trobar)
- Traperi
- Traperes
- Trapec
- Trapèrem (pron. "trapéren")
- Trapèreu (pron. "trapéru")
- Traperen

Alguns verbs van amb increment velar : 'entenre', 'dire', 'poguer', 'creure' (també pot anar sense) : entengueri, entengueri, entenguec, entengueren, entenguéreu, entengueren.
El verb haver fa hagec a la tercera persona del singular.
Als verbs del tercer grup la tercera persona va amb '-ic' : ell dormic ('dormí'), ella naixic ('naixé/nasqué')
Ser : sigueri (jo)
Veure : vegueri (jo)

#### Altres elements verbals
- El verb haver fa "hai" a la primera persona del present de l'indicatiu.

- L'imperatiu d'anar a la segona persona del singular és ve i no vés.

- El gerundi de jaure és jaurent, de plaure és plaurent, veure és veurent.

- Sauriï (sabria)

- El futur d'anar és : iré, iràs, irà (com en rossellonès) i al plural airem, aireu, airan, que retrobem al condicional airia, airies, airia, etc

- Saput, sapiüt o sapigut (per 'sabut' participi passat de saber)
- cuit es pronuncia "køt" o "kit" (participi passat de 'coure')

- El participi passat plural és en -i com en l'occità del Donasà o en aranès: sotmesi per sotmesos.

## Lèxic
El capcinès té en general el vocabulari del català septentrional, amb formes lèxiques específiques (arcaismes i mots diferents de la resta del català) que presenten moltes concomitàncies amb l'occità veí.
Alguns exemples de vocabulari capcinès:
'abans-gesi(r)e', 'abans-de gesir' o 'gesi(r)e passat' (abans-d'ahir), 'acò' (això), 'breny' (segó, cf. oc. 'bren'), 'cortilla' (cort de porcs), 'derna' (grill de taronja), 'entrelluscada' (crepuscle), 'fuguet' (fuet, cf. oc.), 'lampar' (beure d'un glop), 'naut' (alt, cf. oc.), 'prés' ("prop de", tant pot ser un occitanisme com un gal·licisme), 'secutre' (sacsar), 'triba' o 'barrina' (eines), 'xinxola, xinxoleta' (sargantana, cf. oc. 'sinsòla').
Pel que fa als verbs, 'absoldre, cabre, cloure, doldre, eixir, jaure, merèixer, témer, tossir' no es fan servir.

## Proverbis
- «Qui va al bosc va a la guerra.»

- «Ditxós pastor amb l'aire purificat de la muntanya és més content dins sa cabana que dins el palau d'un emperador.»

- «Arquet de Sant Martí plaçat al matí, boer vés-te'n a dormir; arquet de Sant Martí posat a la tarda, boer vés-te'n a la jornada.»

- «Arquet de Sant Martí: Boer, si sall al matí torna-te'n a dormir; Si sall a la tarda, boer, lleva-te matí (perquè a les deu ja plourà)»

- «L'arquet de Sant Martí quan surt al matí, torna-te'n a dormir; l'arquet a la tarda (iba la vesprada), torna-te'n a la llaurada.»

- «Al matí vés a la llaurada i a la tarda vés-te'n al llit.»

- «Broma de la Seu (d'Urgell) a l'estiu pluja a l'hivern neu.»

- «El dia de Nadal, lluna no cal» i «Tal dia com Nadal que lluna no cal» (La Llaguna, creença que el dia de la setmana que s'escau per Nadal serà el dia bo per a tallar llenya tot l’any, independentment de la lluna)

- «La gent del Capcir (un bon matí) trobarà(n) un pi dins (al mig d') el tupí»[4]

- «A Capcir, ni bona ega, ni bon rossí» o «En Capcir, no dona ni pollí».

- «Quan vegueri (vigeri?) Querigut, digueri (digeri?) que poca cosa és França» o «Que poca cosa és França, quan jo he vist Querigut/Queragut o Querbús»[5] (abans del tractat dels Pirineus, del 1659, hom deia això a l'Alt Capcir mirant cap a Occitània).

## Text d'exemple
| «                                                                    | (francès) En Capcir, on trouve un son qui a disparu depuis longtemps dans le reste du catalan si tant est qu'il ait jamais existé hors de la Catalogne du Nord, une sorte "u", qui a son equivalent en occitan. On le trouve dans 'tu', c'est un "eu" un peu plus ouvert que dans le français "peu, un peu". Cette prononciation est appliquée à la plupart des mots qui ont un 'u' dans l'orthographe catalane, on dit: Pleuja (pluja), esqueudella (escudella), perdeut (perdut), assegueut (assegut), agueu-illa (agulla), la lleuna (la lluna), eun pa (un pa), euna filla (una), lo mes de jeuny (lo mes de juny). En revanche, gust, juliol, agost se prononcent comme en Roussillon. Le capcinès ignore le vostè. Il dit toujours Vós, quand il ne tutoie pas. Hormis ces particularités de prononciation, la langue catalane en Capcir s'est conservée très pure. Il est étonnant que le voisinage du Languedoc n'ait pas influé davantage sur le parler du Capcir. Il est vrai que le Capcinois a toujours considéré les pauvres habitants de ces cantons de l'Ariège comme un peuple inférieur au sien. Il appelle leur territoire : la France, avec un certain mépris. Anar a França, c'est aller en Occitanie, dans l'Ariège. És de França, traduisez : il est de l'Ariège. Le Capcinois a conservé l'usage du prétérit, du parfait latin, du passé défini français. En Roussillon, le prétérit se perd, il est perdu. Vous savez qu'on le traduit à l'aide de l'infinitif et de vaig, comme auxiliaire: vaig venir, vaig menjar, vaig arribar, vaig heure, comme un temps composé. Le Capcinois a conservé la forme simple et primitive: vengueri, arriberi, mengeri, begueri. D'ailleurs, vaig ne se dit jamais en Capcir. On dit: 'Vau. Venes? Hi vau!' Le fameux veni, vidi, vici, serait en Roussillon allongé et donc affaibli par le malencontreux vaig. Le capcinois lui conserverait avec sa rapidité, sa vigueur. Il dirait : Vengueri, vegeri, ou espieri, guanyeri. Il est bien regrettable que le prétérit simple, en catalan septentrional, aille se perdant. La forme composée est catalane sans doute. Mais combien rarement Verdaguer l'a employée ! Je ne l'ai trouvée, sauf erreur, que deux ou trois fois, une fois dans les chansons sous cette forme: 'Quan vaig arribar-hi' j'attribue ce délaissement à la paresse. Comme il est souvent irrégulier, qu'il manque dans certains verbes, on lui a préféré, pour couper court à toute hésitation, la forme composée, plus facile, mais infiniment moins vive. Qu'on emploie l'auxiliaire dans les verbes défectifs, c'est forcé, mais exclure toujours, toujours la forme simple, c'est énerver la langue et la corrompre. Donc, sauvons le prétérit! Le Capcir nous donne l'exemple à cet égard. - Jo vengueri - Tu vengueres - Ell venguec - Venguérem - Venguéreu - Vengueren Il conjugue le prétérit ainsi: - Jo feri com ellis : je fis comme eux. - Tu feres com nós : tu fis comme nous. - Ell fec com vós : il fit comme vous, etc. - Farem com fasiam : nous ferons comme nous faisions. Le Capcinois ne dit jamais: nosaltres, il dit simplement 'nós'; menjaràs com nós, tu mangeras comme nous, qu'ils traduisent eux-mêmes, plaisamment: tu mangeras comme un ours. Altre, autre, pronom ou adjectif se dit autre : eun autre dia, l'autre matí; com, comment ? Com, com feres ? Comment fis-tu ? Te calia pas fer euna lletra tan llarga. Ara és feita. és pas peus hora... | » |
| — Lluís Salvat, du Capcir, Revue Catalane, tom III 1909, pàg. 72-74. | |   |